# Mediterranean Challenge Cup
La Mediterranean Challenge Cup és una competició de bowling tenpin que disputen les federacions de bitlles situades geogràficament al voltant de la mar Mediterrània. Aquest campionat reconegut per l'European Tenpin Bowling Federation es disputa anualment des de l'any 1998.

## Edicions

### I MCC - Nicòsia 1998
La primera edició de la Mediterranean Challenge Cup va ser a Nicòsia (Xipre) l'any 1998 i hi van participar els representants de Grècia, Israel, Malta i Xipre.

### II MCC - St. Julian's 1999
La segona edició la va acollir la ciutat de San Ġiljan (Malta) i va comptar amb la participació d'una nova selecció, Turquia.

### III MCC - Atenes 2000
La tercera edició a Atenes (Grècia) va veure com, després de les dues primeres edicions amb seleccions de l'àrea oriental de la Mediterrània, s'hi afegia una nova federació de la zona occidental, Espanya.

### IV MCC - Nicòsia 2001
La quarta edició va repetir seu, Nicòsia (Xipre), i va perdre un dels participants, Turquia.

### V MCC - Barcelona 2002
La cinquena edició, a Barcelona, va veure com la xifra de participants augmentava fins a set, amb el retorn de Turquia i la participació per primera vegada de França.
L'esdeveniment es va disputar els dies 12 i 13 d'abril al Bowling Pedralbes i la selecció de Grècia va guanyar la medalla d'or en la competició de seleccions i Sue Abela (Malta) i Bertrand Pujol (França) van guanyar a nivell individual.

### VI MCC - Istanbul 2003
La sisena edició es va disputar al Korukent Cosmic Bowling d'Istanbul (Turquia) amb la baixa de Grècia i França i el debut de la selecció italiana en aquesta competició.
Els jugadors més destacats van ser Lluís Montfort, que va guanyar tres medalles d'or, i Sue Abela que va guanyar dues medalles d'or i dues de bronze.

### VII MCC - Roma 2004
La setena edició va ser a Roma (Itàlia) i va comptar amb la primera participació de Gibraltar i San Marino i el retorn de Grècia.
Els jugadors més destacats van ser Sue Abela (Malta) amb tres ors i un argent i Marco Reviglio (Itàlia) 2 ors i 1 argent.

### VIII MCC - St. Julian's 2005
La vuitena edició va tornar a San Ġiljan (Malta) i va perdre un dels equips, Turquia.
Tres participants es van emportar dues medalles d'or cadascun: Sue Abela (Malta), Anastasia Rovithaki (Grècia) i Marcial Ovide (Espanya).

### IX MCC - San Marino 2006
La novena edició es va fer a San Marino i va comptar amb el retorn de Turquia, el debut del Marroc i la baixa d'Espanya per la presència de Gibraltar. Pel que fa a l'aspecte esportiu, els competidors de la selecció de Malta, formada per Sue Abela, Lorraine Casha, Brian Farrugia i Rankin Camilleri, van guanyar la majoria de les proves.

### X MCC - Mersin 2007
La desena edició, a Mersin (Turquia), va tenir el major nombre de participants de la història, onze, gràcies al retorn a la competició de França i Espanya.
La competició es va disputar entre el 27 de març i el 3 d'abril al Rollhouse Bowling Center de Mersin, amb les victòries individuals en la classificació general de Chiara Roiati (Itàlia) i Mark Spiteri (Malta)

### XI MCC - Khanià 2008
L'edició següent, a Khanià (Grècia), va tornar a tenir deu seleccions, en no participar-hi el Marroc.

### XII MCC - Montpeller 2009
La dotzena edició, a Montpeller (França) es va disputar entre els dies 23 i 25 d'abril. El nombre de participants no va variar, amb el debut de Catalunya i la baixa d'Espanya.
Els vencedors en les competicions individuals van ser Ioannis Stathatos (Grècia) i Sue Abela (Malta). Per parelles van guanyar Itàlia (masculí) i Grècia (femení). La selecció francesa va ser la guanyadora de la competició per equips.
La final Masters masculina la va guanyar Lluís Montfort (Catalunya) després de quedar el primer classificat en la combinada.
De la participació catalana també destaquen les tres medalles d'argent: a la competició masculina individual, guanyada per Lluís Montfort, a la competició per parelles masculina i a la competició per equips. La primera posició del medaller d'aquesta edició va ser per Catalunya amb 2 medalles d'or i 3 d'argent.

### XIII MCC - Pafos 2010
La tretzena edició es va fer a Pafos (Xipre) entre els dies 15 i 17 d'abril. Hi van participar les mateixes deu seleccions que en l'edició anterior. L'italià Antonio di Francesco i la israeliana Liat Vizenfeld van guanyar a les competicions individuals mentre que a la competició per parelles els vencedors van ser els italians i les xipriotes i a la competició per equips va guanyar la selecció de Xipre. La classificació del conjunt de totes les competicions la van encapçalar l'italià Marco Reviglio i la xipriota Niki Schiza, i les finals Masters les van guanyar els israelians Or Aviram i Sarit Mizrahi.
La delegació catalana va obtenir una medalla d'argent per parelles masculines -Lluís Montfort i Marcial Ovide- i quatre medalles de bronze: Sandra Torrents (individual femení i Masters femení), Sandra Torrents i Cristina Sanz (parelles femenines) i Marcial Ovide (Masters masculí).

### XIV MCC - Barcelona 2011
La catorzena edició, a Barcelona (Catalunya), va ser entre els dies 30 de març i 2 d'abril. Hi van participar un rècord de 13 seleccions: les deu mateixes de l'edició anterior juntament amb Croàcia, Eslovènia i Tunísia. Les proves individuals les van guanyar la maltesa Sue Abela i el grec Georgios Stefanidis, les de dobles, la parella maltesa Carannante-Abela i la parella grega Stefanidis-Krizinis i la d'equips la selecció de França. Les competicions "All Event" les van guanyar la maltesa Sue Abela i el turc Habib Dogan; la vencedora del Masters femení va ser la xipriota Schiza i del masculí l'italià Marco Reviglio. La selecció catalana va aconseguir dues medalles d'argent -Sandra Torrents al Masters femení i Marcial Ovide al masculí- i una de bronze a la competició per equips.

## Medaller històric
| Medaller històric MCC 1998-2011 |    |        |        |     |
|                                 | Or | Argent | Bronze | Tot |
| Malta                           | 29 | 19     | 19     | 67  |
| Grècia                          | 25 | 22     | 20     | 67  |
| Itàlia                          | 12 | 18     | 16     | 46  |
| Israel                          | 12 | 12     | 24     | 48  |
| França                          | 10 | 8      | 8      | 26  |
| Espanya                         | 9  | 16     | 10     | 35  |
| Xipre                           | 6  | 5      | 9      | 20  |
| Turquia                         | 3  | 3      | 6      | 12  |
| Catalunya                       | 2  | 6      | 5      | 13  |
| San Marino                      | 0  | 0      | 1      | 1   |

## Participacions
| Participacions a la Mediterranean Challenge Cup |            |            |       |       |        |        |         |         |        |        |           |            |        |           |         |           |         |
| 1998                                            | Nicòsia    | Xipre      | Xipre | Malta | Israel | Grècia |         |         |        |        |           |            |        |           |         |           |         |
| 1999                                            | San Ġiljan | Malta      | Xipre | Malta | Israel | Grècia | Turquia |         |        |        |           |            |        |           |         |           |         |
| 2000                                            | Atenes     | Grècia     | Xipre | Malta | Israel | Grècia | Turquia | Espanya |        |        |           |            |        |           |         |           |         |
| 2001                                            | Nicòsia    | Xipre      | Xipre | Malta | Israel | Grècia |         | Espanya |        |        |           |            |        |           |         |           |         |
| 2002                                            | Barcelona  | Catalunya  | Xipre | Malta | Israel | Grècia | Turquia | Espanya | França |        |           |            |        |           |         |           |         |
| 2003                                            | Istanbul   | Turquia    | Xipre | Malta | Israel |        | Turquia | Espanya |        | Itàlia |           |            |        |           |         |           |         |
| 2004                                            | Roma       | Itàlia     | Xipre | Malta | Israel | Grècia | Turquia | Espanya |        | Itàlia | Gibraltar | San Marino |        |           |         |           |         |
| 2005                                            | San Ġiljan | Malta      | Xipre | Malta | Israel | Grècia |         | Espanya |        | Itàlia | Gibraltar | San Marino |        |           |         |           |         |
| 2006                                            | San Marino | San Marino | Xipre | Malta | Israel | Grècia | Turquia |         |        | Itàlia | Gibraltar | San Marino | Marroc |           |         |           |         |
| 2007                                            | Mersin     | Turquia    | Xipre | Malta | Israel | Grècia | Turquia | Espanya | França | Itàlia | Gibraltar | San Marino | Marroc |           |         |           |         |
| 2008                                            | Khanià     | Grècia     | Xipre | Malta | Israel | Grècia | Turquia | Espanya | França | Itàlia | Gibraltar | San Marino |        |           |         |           |         |
| 2009                                            | Montpeller | França     | Xipre | Malta | Israel | Grècia | Turquia |         | França | Itàlia | Gibraltar | San Marino |        | Catalunya |         |           |         |
| 2010                                            | Pafos      | Xipre      | Xipre | Malta | Israel | Grècia | Turquia |         | França | Itàlia | Gibraltar | San Marino |        | Catalunya |         |           |         |
| 2011                                            | Barcelona  | Catalunya  | Xipre | Malta | Israel | Grècia | Turquia |         | França | Itàlia | Gibraltar | San Marino |        | Catalunya | Croàcia | Eslovènia | Tunísia |